# Хансен, Торбьорн Рингдаль
Торбьорн Рингдаль Хансен (норв. Torbjørn Ringdal Hansen; род. 1 марта 1979, Рёйкен) — норвежский шахматист, гроссмейстер (2015).
В составе сборной Норвегии участник 2-х Олимпиад (2012—2014).

## Таблица результатов
| Год       | Город     | Турнир             | + | − | = | Результат | Место |
| --------- | --------- | ------------------ | - | - | - | --------- | ----- |
| 2003/2004 | Стокгольм | 33-й кубок Рилтона | 4 | 0 | 5 | 6½ из 9   | [ 1 ] |
| 2007/2008 | Осло      |                    | 5 | 0 | 4 | 7 из 9    | [ 2 ] |
| 2011      | Альмерия  |                    | 4 | 0 | 5 | 6½ из 9   | [ 3 ] |

## Изменения рейтинга
| Графики недоступны из-за технических проблем. См. информацию на Фабрикаторе и на mediawiki.org. |